# 브라이트샤이트 광장

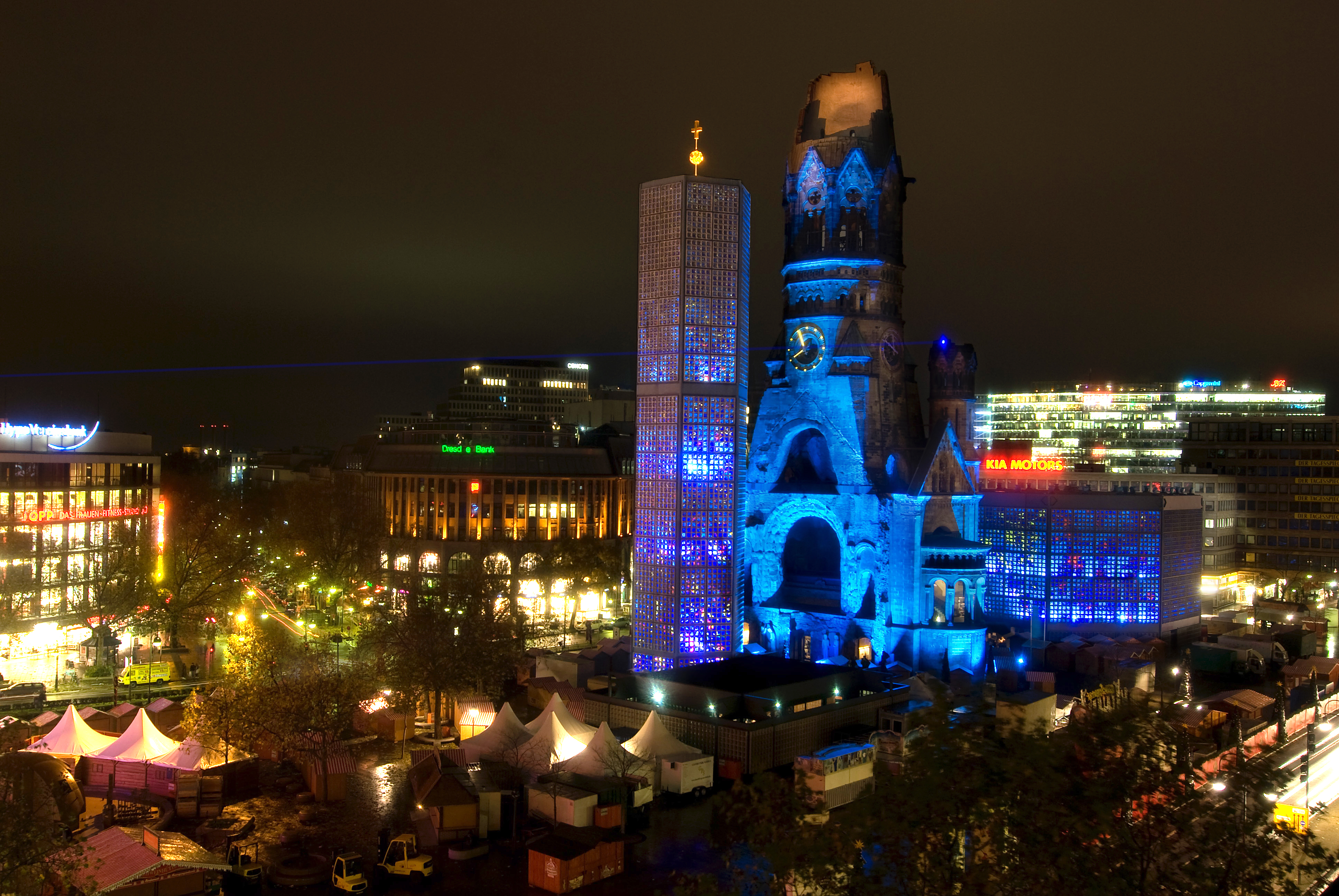
2008년 광장의 모습으로, 카이저 빌헬름 기념 교회가 보인다.

브라이트샤이트 광장(독일어: Breitscheidplatz)은 독일 베를린 샤를로텐부르크 지역의 주요 광장이다. 타우엔치엔슈트라세와 쿠르퓌르스텐담과 접하고 있다. 예전 서베를린의 중심이며, 현재는 시티웨스트의 중심이다. 1892년까지 구텐베르크 광장(Gutenbergplatz)라고 불리었으며, 1947년까지는 아우구스테비크토리아 광장(Auguste-Viktoria-Platz)라고 불리었다. 카이저 빌헬름 기념 교회가 있는 광장으로 널리 알려져 있다.

## 역사

### 2016년 크리스마스 마켓 테러
2016년 12월 19일 저녁 8시경 사람이 탄 트럭이 돌진하여, 12명이 사망하고 48명이 부상당했다.